# Lasiophrys latifrons
Lasiophrys latifrons är en skalbaggsart som beskrevs av Charles Joseph Gahan 1901. Lasiophrys latifrons ingår i släktet Lasiophrys och familjen långhorningar. Inga underarter finns listade i Catalogue of Life.